# Petr Knakal
Petr Knakal (Plzeň, 1983. február 1. –) cseh labdarúgó, az Egri FC volt hátvédje.

## Pályafutása
2011-ben  leigazolta az Egri FC. 2013 márciusában a svájci FC Linth 04-hez igazolt.

## Sikerei, díjai
- U20-as labdarúgó-világbajnokság résztvevő: 2003